# バージンブルー (漫画)
『バージンブルー』は、井沢陽子による日本の漫画作品。
『なかよし』（講談社）にて1998年12月号から1999年4月号まで連載された。全5話。そのほか、同誌1999年1月号増刊『ふゆやすみランド』に番外編が掲載された。単行本は同社の講談社コミックスなかよしより全1巻。

## 登場人物
青（あお）
主人公。
坂条
男性モデル。

## 書誌情報
- 井沢陽子『バージンブルー』講談社〈講談社コミックスなかよし〉、1999年5月7日第1刷発行[1]、ISBN 4-06-178914-7
  - 本編のほか、番外編と読み切り作品「はじまりのVACATION」が同時収録されている。